# زردلیمه
زردلیمه، روستایی از توابع بخش مرکزی شهرستان اردل در استان چهارمحال و بختیاری ایران است.
آبشار زردلیمه یکی از زیباترین آبشارهای ایران است و در قعر دره ای جای گرفته که به رودخانه بازفت منتهی می شود . دسترسی به این آبشار برای افراد عادی سخت است و مستلزم پیاده روی حداقل ۸ ساعته و همراه داشتن حداقل وسایل کوه پیمایی و اقامت یک شبه در طبیعت زیبای منطقه است .همراه داشتن راهنمای و بلد محلی از مهمترین نکاتی است که باید در نظر داشت، با بهره گیری از  امکانات جدید همچون GPS های پیشرفته و راهنمای محلی میتوان تجربه بازدید ازین اثر منحصر به فرد را زیبا و خاطره آفرین کرد .
از مهمترین راه های دسترسی به  آبشار زردلیمه میتوان به راه تعاونی که مسیر دسترسی به آن از شهر کاج ،رستم آباد،عباس آباد،گرده پینه ،چسمه سلیمان،لاخشک و لشتر و در ادامه با انتخاب راه وسط به بقایای ساختمان شرکت تعاونی می رسیم در  مسیر پاکوب به سمت آبشار سیاه چادرهای عشایر وجود دارند این مسیر دارای شیب تندی است و با حدودا ۶ تا ۸ ساعت پیاده روی سخت به آبشار منتهی می شود.همراه داشتن آب از مهمترین نکاتی است که باید در نظر داشت .
راه دسترسی دیگر از مسیر دره است

## جمعیت
این روستا در دهستان دیناران شهرستان اردل قرار دارد و براساس سرشماری مرکز آمار ایران در سال ۱۳۸۵، جمعیت آن ۹۵ نفر (۲۱خانوار) بوده‌است.